# Джузеппе Джованні Баттіста Гварнері
Джузеппе Джованні Баттіста Гварнері  (італ. Giuseppe Giovanni Battista (Gian Battista) Guarneri) (відомий ще як filius Andreae, *25 листопада 1666, Кремона — †1739 або 1740, там же) — італійський скрипковий майстер, молодший син Андреа Гварнері.

## Біографія
Працював в майстерні батька близько 20 років, яку отримав у спадок в 1698 році.
Виготовляв скрипки, віоли та чудові віолончелі. 
4 січня 1690 року одружився з Барбарою Франкі (італ. Barbara Franchi). З шести його синів двоє - П'єтро та Джузеппе - продовжили батькову справу.

## Інструменти
Спершу комбінував форму моделей батька та Ніколо Аматі. Пізніше наслідував манеру свого сина Джузеппе Гварнері «дель Джезу». 
Використовував жовтий лак з коричневим (іноді — рубіново-червоним) відтінком.